# Dominick Chilcott

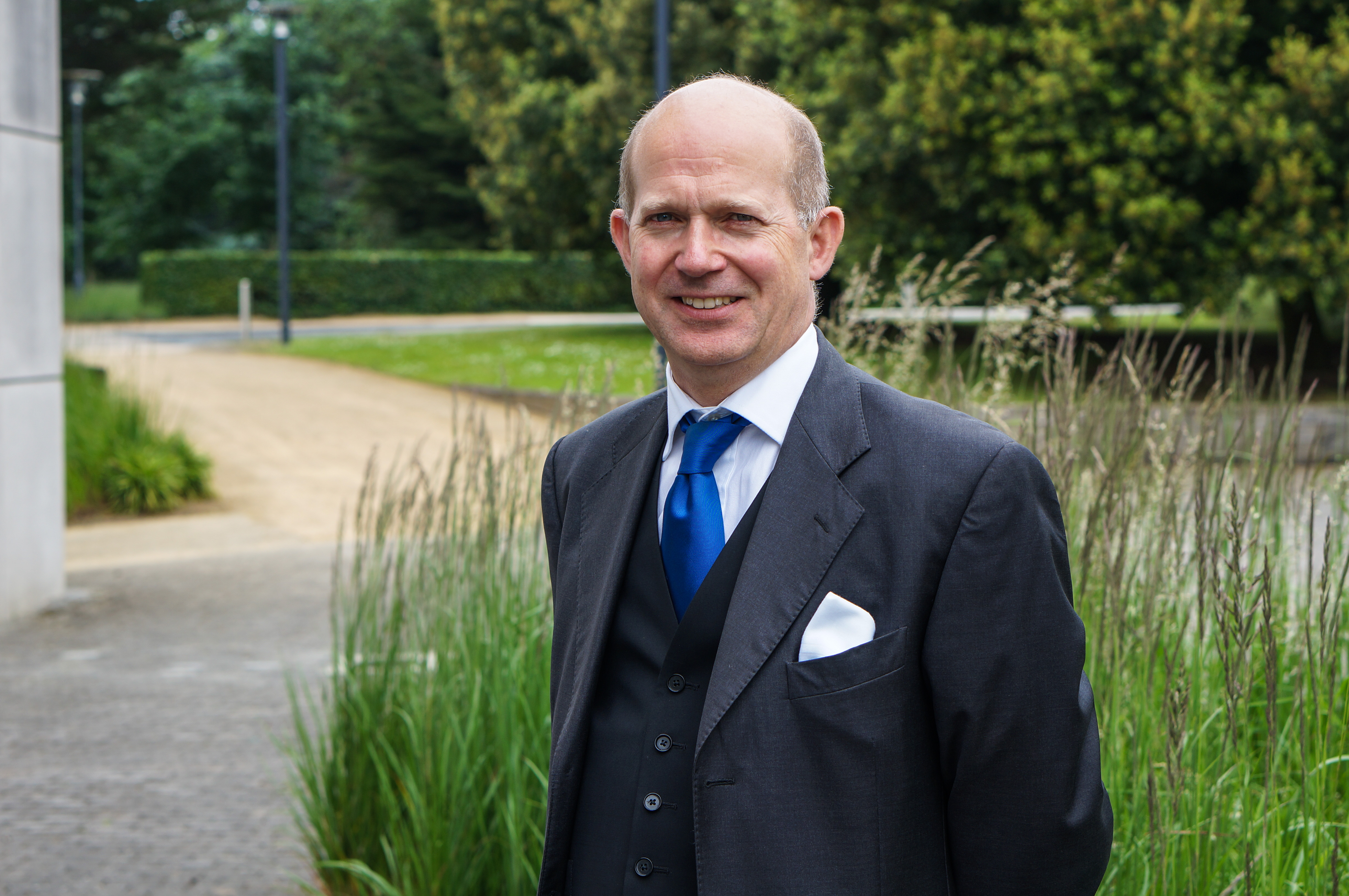
Dominick Chilcott

Sir Dominick Chilcott KCMG (* 17. November 1959) ist ein britischer Diplomat.

## Leben
Er studierte am St Joseph’s College in Ipswich, wurde ein Jahr von der Royal Navy eingesetzt. Er wurde 1982 Bachelor der Philosophie und Theologie an Greyfriars Hall, University of Oxford. Er war Private Secretary für europäische, transatlantische und Nahost-Angelegenheiten, Berater für Externe Angelegenheiten an der ständigen Vertretung der britischen Regierung bei der Europäischen Union in Brüssel. Von 1982 bis 1984 war er Sachbearbeiter für Südafrika im Foreign and Commonwealth Office (FCO). Er leitete im FCO die Abteilung Irak. Seine Spezialgebiete sind Afrika, Ankara, Gibraltar, Lissabon, die Europäische Union, Naher Osten, Sri Lanka und die Malediven.
2006 wurde Dominick Chilcott Hochkommissar in Sri Lanka. Im Januar 2008 wurde er stellvertretender Botschafter in Washington, D.C. Von Oktober bis November 2011 war Dominick Chilcott Botschafter in Teheran. 2011 wurde er britischer Botschafter in Irland.
Er heiratete 1983 Elizabeth Bromage, sie haben eine Tochter und drei Söhne.